# Torslunde-Ishøj IF
Torslunde-Ishøj IF er en idrætsforening beliggende i Ishøj landsby på den københavnske vestegn. Foreningen blev stiftet  9. maj 1922, og er derfor Ishøj kommunes ældste idrætsforening.
I dag råder TIIF over idrætsgrenene fodbold, petanque, badminton og gymnastik.